# Schwechtje Mihály
Schwechtje Mihály (Budapest, 1978 –) magyar filmrendező, színházrendező, bölcsész, egyetemi tanársegéd.

## Életpályája
Többszörösen díjazott színházi és filmrendező.
2010-ben szerezte meg filmrendezői diplomáját a Színház- és Filmművészeti Egyetem filmrendező szakán. Első diplomáját a Szegedi Tudományegyetem kommunikáció szakán, elektronikus sajtó szakirányon szerezte, és az ELTE filmelmélet-filmtörténet szakát is elvégezte. 2011–2014 között a Színház- és Filmművészeti Egyetem doktorandusz hallgatója volt filmelmélet szakon. 2013–2021 között az intézmény oktatója, DLA-fokozatát 2019-ben szerezte meg. Doktori értekezésének címe: A filmrendező-oktatás a történetfejlesztés alkotói folyamatán keresztül. 
Első nagyjátékfilm-rendezése, a tinédzserek elleni internetes zaklatásokkal foglalkozó Remélem legközelebb sikerül meghalnod :-) 2018 őszén került a hazai mozikba.
Felesége Petrovits Genovéva producer. Gyermekeikː Matild és Jónás.

## Filmrendezői munkái
- Egy szép nap (2004)
- Büfé két ablakkal (2005)
- Az utolsó férfi (2006)
- Az alma (2007)
- Örvény (2008)
- Hideg berek (2008)
- Ünnep (2009)
- Szép magyar szó-kép-tár (2010)
- Porcukor (2010)
- A pingvinkonstrukció (2013)
- Terápia (2017)
- Aki bújt, aki nem (2018)
- Remélem legközelebb sikerül meghalnod :-) (2018)
- Védelem alatt (2020)

## Kötetei
- Félúton Berlinbe; Tilos az Á Könyvek, Bp., 2022

## Díjak
- Kortárs Magyar Dráma-díj (2020)
- A Remélem legközelebb sikerül meghalnod :-) című film kapcsán:
  - Legjobb forgatókönyv díja és legjobb elsőfilm díja, 2019 – Magyar Filmkritikusok Szövetsége
  - Legjobb fiatal közönségnek szóló film díja, 2018 – Just Film fesztivál, Tallinn, Észtország
  - Zsűri különdíja, 2018 – REC filmfesztivál, Tarragona, Spanyolország

- A Hideg berek című film kapcsán:
  - Legjobb kisjátékfilm díja a 40. Magyar Filmszemlén (2009)

## Jelölések
- A Remélem legközelebb sikerül meghalnod :-) című film kapcsán:
  - 5 jelölés a 4. Magyar Filmdíj-versenyben. Jelölt volt legjobb forgatókönyv, legjobb elsőfilm, legjobb film, legjobb rendező, legjobb vágó kategóriákban.

- A Hideg berek című film kapcsán:
  - Legjobb kisjátékfilm-jelölés a Clermont-Ferrand Nemzetközi Rövidfilmfesztiválon

## Színházrendezői munkái
- Az örökség, bemutató: 2019. 02. 28., Jurányi Ház[6]
- Gina, bemutató: 2020. 09. 26., Radnóti Színház[7]
- Hajtűkanyar autósiskola, bemutató: 2021, Jurányi Ház
- Szex. Újra. El. bemutató: 2022, Örkény Stúdió